# 紋尾月蝶魚
紋尾月蝶魚，為輻鰭魚綱鱸形目鱸亞目蓋刺魚科的其中一個種。

## 分布
本魚分布於西印度洋區，包括馬達加斯加、留尼旺、南非、紅海、馬爾地夫、模里西斯、沙烏地阿拉伯等海域。

## 深度
水深50至100公尺。

## 特徵
本魚體側扁，略呈橢圓形，雄魚最大的特徵為體具有如斑馬的黑色條紋，體色為灰色，頭部具淡藍色斑點，尾鰭密部橘色細斑點且上下葉延長，背鰭具黑色斑塊，邊緣為藍色；雌魚體呈棕色，鱗片具深色邊緣，故形成網狀斑紋，背鰭臀鰭及尾鰭為淡藍色或白色，尾鰭上下葉為黑色，頭部有黑色斑塊並覆蓋眼睛，背鰭硬棘15枚；背鰭軟條15至17枚；臀鰭硬棘3枚；臀鰭軟條17至19，體長可達20公分。

## 生態
本魚棲息於岩石礁區，成小群出現。

## 經濟利用
為觀賞性魚類。